# Heinrich Nikolai Bauer

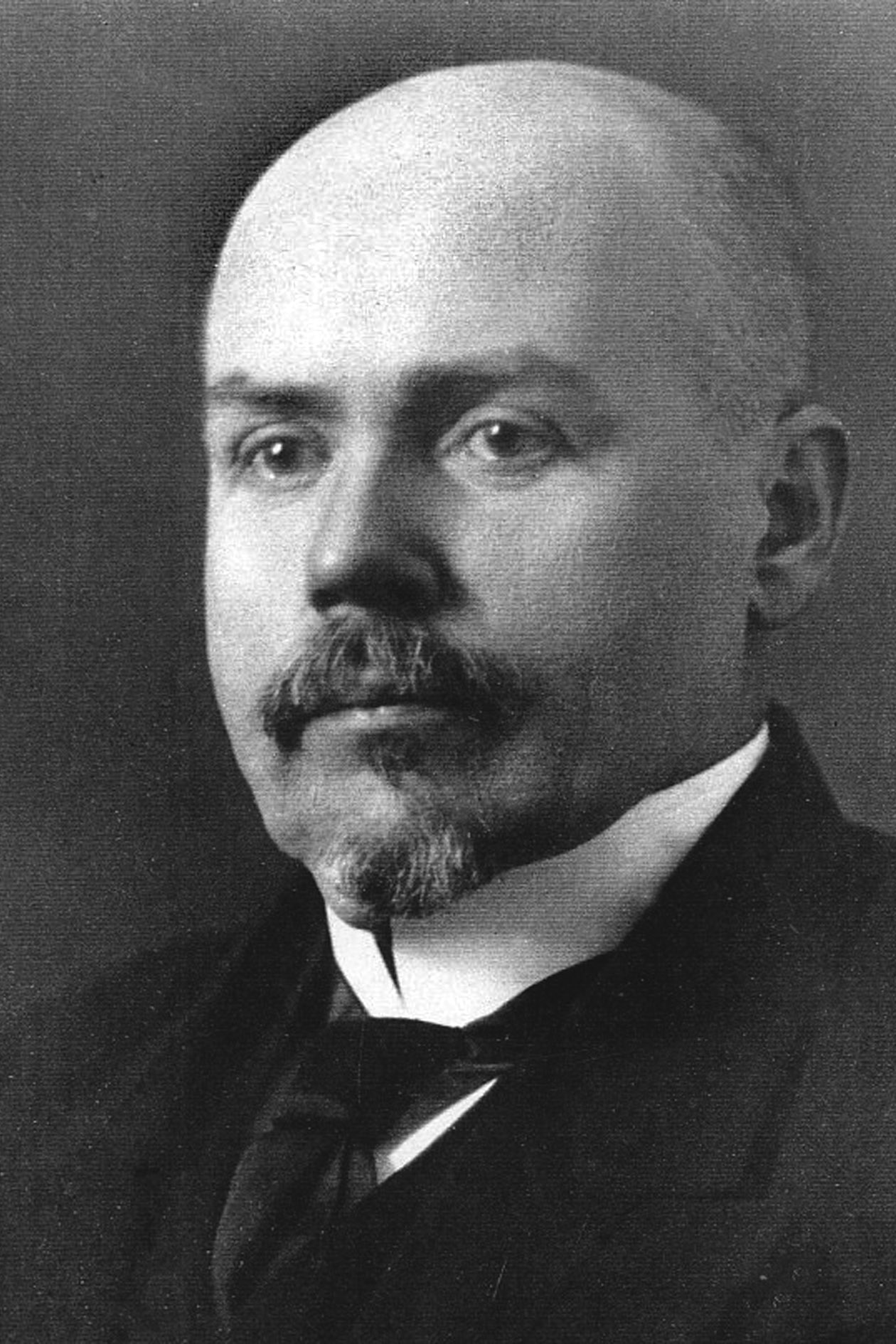
Heinrich Nikolai Bauer (undatierte Aufnahme)

Heinrich Nikolai Bauer (* 30. Julijul. / 11. August 1874greg. in Paide, damals Russisches Kaiserreich; † 11. Oktober 1927 in Tallinn, Estland) war ein estnischer Pädagoge. 1921/22 war er Bildungsminister der Republik Estland.

## Leben
Heinrich Nikolai Bauer wurde als Sohn des Kaufmanns und ehemaligen Gutsverwalters Friedrich Bauer geboren. Bis 1896 besuchte er u. a. das renommierte Nikolai I. Gymnasium in Tallinn (heute Gustav-Adolf-Gymnasium).
Bauer schloss im Jahr 1900 sein Studium an der Kaiserlichen Universität Dorpat im Fach Geschichte ab. Bereits 1897 hatte er sein Oberlehrer-Examen im Fach Deutsch abgelegt. Von 1898 bis 1911 war Bauer als Oberlehrer für Geschichte und Deutsch an verschiedenen Schulen tätig: Zunächst in Tartu, dann wegen seiner starken Befürwortung der estnischen Nationalgedankens zwangsversetzt nach Warschau und schließlich in Tallinn. Darunter waren das spätere Hugo-Treffner-Gymnasium in Tartu und am Nikolai I. Gymnasium im Tallinn. Eine Professur in Tartu lehnte er ab, um weiter im Schuldienst unterrichten zu können. Die Jahre 1905/06 verbrachte er zu Fortbildungszwecken in Deutschland und der Schweiz.
Von 1918 bis 1920 nahm Bauer am Estnischen Freiheitskrieg gegen Sowjetrussland an.
Bauer setze sich stark für eine höhere Bildung und bessere soziale Standards für die gesamte Bevölkerung Estlands ein, gerade für die ärmeren Schichten der Gesellschaft. 1906 wurde er stellvertretender Vorsitzender des Estländischen Vereins für Volksbildung (Eestimaa Rahvushariduse Selts). 1907 war er Mitbegründer des Estnischen Vereins für Kindererziehung (Eesti Lastekasvatuse Selts) und von 1907 bis 1927 dessen Vorsitzender. Nach der Erlangung der estnischen Unabhängigkeit gehörte Bauer 1919 zu den Mitbegründern des Estnischen Rotes Kreuzes und engagierte sich für die Schaffung von Heilstanstalten und Asylen. Unter Bauers Leitung wurde das System der Abendschulen für Erwachsene ausgebaut, um einen zweiten Bildungsweg zu eröffnen.
Von 1911 bis 1920 und dann erneut von 1923 bis zu seinem Tod 1927 war Bauer Direktor des 1911 ins Leben gerufenen Kommerzgymnasiums für Mädchen der Stadt Tallinn (Tallinna Linna Tütarlaste Kommertsgümnaasium) sowie Leiter der Tallinner Abendgrundschule.
Vom 25. Januar 1921 bis zum 21. November 1922 war Bauer Bildungsminister der Republik Estland in der Koalitionsregierung unter dem Staatsältesten Konstantin Päts. Bauer gehörte der Christlichen Volkspartei (Kristlik Rahvaerakond – KRE) an. Von 1923 bis 1926 war er Abgeordneter des estnischen Parlaments (Riigikogu)  in dessen zweiter Legislaturperiode. Zwölf Jahre blieb er Mitglied des Stadtrats von Tallinn.
Heinrich Nikolai Bauer starb in Tallinn. Er liegt auf dem historischen Dom-Karls-Kirchhof (Vana-Kaarli kalmistu) begraben, der von evangelisch-lutherischen Gemeinde der Karlskirche genutzt wurde.
Sein Vermögen vermachte er zu großen Teilen dem Mädchengymnasium, um damit Stipendien für ärmere Familien zur Verfügung zu stellen.